# Bitwa pod Nekmierzem
Bitwa pod Nekmierzem – starcie zbrojne, które miało miejsce w grudniu 1419 roku podczas powstania husyckiego, w okresie wojen husyckich.
Bitwa była efektem jednego z zagonów poprowadzonych przez Bohuslava ze Schwanberga (stojącego na czele tych wojsk czeskich, które popierały Zygmunta Luksemburczyka) przeciwko oddziałom husyckim Jana Žižki.
Biorące udział w zagonie wojska liczące 2000 jazdy napotkały siły husyckie będące w trakcie oblężenia leżącej na północ od Pilzna twierdzy Nekmierz.
Husyckie wojska liczące tylko 400 piechoty dzięki artylerii umieszczonej na wozach taborowych złamały linie oddziałów Bohuslava i zmusiły je do odwrotu.
Skutek tej bitwy był taki, że husyci przekonali się do wyjątkowego talentu ich przywódcy Jana Žižki w sprawach dotyczących działań wojennych. Dlatego później Husyci z Pragi wezwali Jana Žižkę, by bronił ich miasta przed inwazyjną armią Zygmunta Luksemburczyka, i to pomimo tego, że wcześniej wzgardzili nim i po początkowym sporze husycko-katolickim, jaki wcześniej miał miejsce w Pradze, przyjęli żądania zwolenników Luksemburczyka.